# Ana Borges
Ana Catarina Marques Borges (Gouveia, 15 giugno 1990) è una calciatrice portoghese, attaccante dello Sporting Lisbona e della nazionale portoghese.

## Carriera

### Nazionale
Borges viene chiamata dalla federazione calcistica del Portogallo (Federação Portuguesa de Futebol - FPF) per indossare la maglia della nazionale Under-19 fin dal 2006, convocata dal tecnico Arnaldo Cunha in occasione qualificazioni al campionato europeo di Islanda 2007, facendo il suo debutto, appena sedicenne, il 28 settembre 2006, nell'incontro pareggiato per 0-0 con le pari età della Turchia rilevando Mónica Gonçalves all'67'. Con le compagne condivide il percorso della propria nazionale che la vede superare la prima fase di qualificazione ma fallire l'accesso alla fase finale, impiegata in cinque dei sei incontri complessivi delle due fasi. Rimasta in rosa anche per l'anno successivo, questa volta convocata dalla subentrata Mónica Jorge sulla panchina del Portogallo, disputa tutti i sei incontri della fase di qualificazione all'Europeo di Francia 2008, andando a rete in due occasioni nella prima fase, quella che all'85' fissa il risultato sul 4-0 nel primo incontro con la Grecia, la prima in carriera con la maglia della nazionale, e cinque giorni più tardi quella che al 28' accorcia le distanze nel parziale di 2-1 con l'Islanda, incontro poi vinto dalle islandesi per 3-2. Anche in quell'occasione il Portogallo, con due sconfitte e un pareggio nella seconda fase, fallisce l'accesso alla fase finale. Jorge continua a convocarla anche per le qualificazioni all'Europeo di Bielorussia 2009, con Borges impiegata in tutti i sei incontri delle due fasi e che va a rete il 26 settembre 2008, nella partita inaugurale del gruppo 1, dove al 73' sigla il gol della bandiera nell'incontro perso 4-1 con la Romania. Il Portogallo, che passa la prima fase come migliore tra le terze classificate, conclude la seconda fase il 28 aprile 2009 con la vittoria sul Galles per 2-1, chiudendo al terzo posto il gruppo 3 e fallendo ancora l'accesso alla fase finale; quella per Borges fu anche l'ultima partita in U-19.
Nel frattempo Mónica Jorge, che ricopre anche l'incarico di commissario tecnico della nazionale maggiore, decide di convocarla anche nella formazione "senior", chiamandola in occasione dell'edizione 2009 dell'Algarve Cup, dove Borges, scesa in campo in tutti i quattro incontri, si rende protagonista siglando due reti, il 4 marzo 2009, la prima in nazionale maggiore, riequilibrando il risultato con la Polonia, incontro poi vinto per 2-1 dalle lusitane, e due giorni più tardi quella del parziale 2-0 sul Galles, partita poi terminata 2-1. In quell'occasione il Portogallo chiude all'ottavo posto, perdendo la finale per la settima piazza con la Finlandia ai tiri di rigore dopo che i tempi regolamentari si chiusero con una rete per parte; Borges termina il torneo come miglior marcatrice della sua nazionale a pari merito con Edite Fernandes.

## Palmarès

### Club
- Campionato inglese: 2

Chelsea: 2015, 2017
- Campionato portoghese: 1

Sporting Lisbona: 2017-2018
- FA Women's Cup: 1

Chelsea: 2014-2015
- Coppa del Portogallo femminile: 1

Sporting Lisbona: 2017-2018
- Supercoppa di Portogallo: 1

Sporting Lisbona: 2017